# Record of Lodoss War: Advent of Cardice
Record of Lodoss War: Advent of Cardice (RECORD OF LODOSS WAR 〜ロードス島戦記 邪神降臨〜, RECORD OF LODOSS WAR 〜Rōdosu-Tō Senki: Jashin Kōrin〜) (Record of Lodoss War en Norteamérica y Europa) es un videojuego de rol de acción desarrollado por Neverland (empresa) para la Dreamcast. Fue lanzado en Japón el 29 de junio de 2000; en Europa el 15 de diciembre; y en Norteamérica el 14 de marzo de 2001. Está basado en el animé Record of Lodoss War. Fue el único videojuego de Lodoss lanzado fuera de Japón hasta el lanzamiento de Record of Lodoss War: Deedlit in Worder Labyrinth 20 años más tarde.

## Jugabilidad
Por cada nivel de experiencia se incrementa la capacidad de puntos de salud del personaje del jugador; sin embargo, otros atributos del personaje dependerán del herrero. El héroe recolecta mitrilo y placas para el herrero. Cuando el héroe le suministra una placa y la cantidad necesaria de mitrilo, el herrero mejora el arma y la armadura del héroe incrustándoles runas de mitrilo. Cada placa está grabada con un hechizo mágico que, al transcribirse a una armadura o arma, mejora un atributo específico. El hechizo en una placa «Fuerza +5» incrementa el atributo de fuerza del héroe en cinco. Mientras el héroe le suministre suficiente mitrilo, el herrero puede transcribirle el mismo hechizo repetidas veces para fortalecer el efecto. Sin embargo, cuando el héroe encuentre nuevos armamentos, no necesitará gastar más mitrilo para transcribir todos los hechizos de nuevo. Pues el herrero puede transformar equipamiento viejo para que coincida con el equipamiento nuevo. Por ejemplo: Cuando el jugador haya encontrado una mejor espada, el herrero podrá reforjar la espada actual del héroe para replicar la nueva, reteniendo todas las inscripciones previas. No obstante, el herrero no puede convertir un tipo de armamento (como un casco) en otro distinto (como un hacha). A medida que el jugador explora el mundo, el mitrilo se vuelve más fácil de conseguir. También existe un sistema tradicional de niveles y experiencia, pero solo incrementa los puntos de salud del personaje.[cita requerida]

## Trama
El juego sigue las aventuras de un héroe que ha sido resucitado por el hechicero Wart para vencer a Cardice (a veces transliterado como Kardis o Kardiss), la diosa oscura de la destrucción.

## Recepción
El juego recibió reseñas favorables de acuerdo al sitio web de agregación de reseñas Metacritic. Greg Orlando de NextGen elogió los gráficos del juego, pero criticó su jugabilidad «débil» y su sistema de combate. En Japón, Famitsu le dio un puntaje de 30 de 40. Uncle Dust de GamePro dijo «En general, este RPG está bien hecho y es divertido jugarlo. Con un par de ajustes a los gráficos y los sonidos, pudo haber sido un muy buen juego. Por como es, los fanes de la serie de Lodoss War, al igual que los entusiastas de los juegos hack-n-slash y de rol, definitivamente deberían tenerlo en cuenta».